# Alfredo Galletti
Alfredo Galletti (La Plata, Argentina 4 de marzo de 1912 - 31 de diciembre de 1983), escritor y abogado argentino.

## Estudios
Cursó estudios universitarios en las Facultades de Ciencias Jurídicas y Sociales y en la de Humanidades y Ciencias de la Educación de ULP. En la primera se recibió de abogado en 1934; en la segunda completó el ciclo de ciencias de la educación bajo la dirección del doctor Alfredo Calcagno y en filosofía, bajo la del profesor Francisco Romero, de quien fue ayudante en los cursos sobre cultura moderna, en 1914. Se doctoró en la Facultad de Derecho y Ciencias Sociales de la Universidad de Buenos Aires (UBA), en 1961.

## Trayectoria
Desde 1968 a 1976, en el que fue destituido por razones políticas, fue profesor titular ordinario de historia constitucional en la Facultad de Ciencias jurídicas y sociales de la Universidad Nacional de La Plata, habiéndose desempeñado como adjunto de la misma asignatura desde 1955. Profesor de Licenciatura de Ciencias Políticas en dicha Facultad, creada en 1970, dictó los cursos Historia de las Ideas y Teoría de las Relaciones Internacionales y fue director del Instituto de Derecho Constitucional y Político.
Fue profesor de Historia Institucional Argentina en los cursos de ingreso de la facultad de Derecho de la Plata (1955 – 57), de introducción a la Sociología en el Instituto de Perfeccionamiento Docente de la provincia de Buenos Aires (1956 – 58), de Materias Culturológicas en cursos de la Universidad Nacional de Mar del Plata (1960), de Formación Cultural en la Facultad de Arquitectura y Urbanismo de la universidad de la Plata (1957), encargado de seminarios, en la Facultad de Ciencias Jurídicas de la Plata. Fue miembro de número de la Asociación Argentina de Ciencia Política, de la Institución Alberdi, del Council de la Inter American Bar Association de la Internationale de Juristes.

## En la Justicia
Ha sido Conjuez de la Suprema Corte de la provincia de Buenos Aires (1967-1968), del Jury de enjuiciamiento de Magistrados, en igual perìodo, presidente de la Asociación de Colegios Profesionales de la provincia de Buenos Aires (1967-1968), del Colegio de Abogados de la Provincia de Buenos Aires (1964-1966) y miembro de la Federación Argentina de Colegios de Abogados. 

## Académicas
Días antes de su muerte, a fines de 1983, el Consejo académico de la Universidad Nacional de La Plata, lo había designado Profesor Extraordinario, distinción que no alcanzó a conocer. El Consejo reconoció entonces al profesor Alfredo Galletti la condición de Profesor Extraordinario post mortem. Su labor es profícua: Libros, ensayos, folletos, traducciones, cursos, conferencias, van jalonando una vida dedicada estudio y la investigación.
Ha traducido: 
Bruno: de infinito, universo y mundo; los tratados de Bresciani Turroni sobre problemas de política económica y 
El Diccionario de Filosofía, de Nicola Abbagnano.
Colaboró en el International Simposium sobre Giambattista Vico, trabajando acerca de las raíces historicistas en el pensamiento del filósofo.
Colaborador asiduo de la revista Cuadernos Americanos, de Revista del Colegio de Abogados, de La Plata, de la revista de la Universidad de La Plata.
Galletti también participó en la redacción junto con otros juristas el primer proyecto de convención elaborado por FEDEFAM

## Algunos Libros
- Historia Constitucional Argentina Tomo 1 y Tomo 2
- La realidad Argentina en el siglo XX
- Política y Partidos
- Vida e imagen de Roca
- Temas de la realidad contemporánea
- Formación de los partidos políticos modernos en la Argentina
- Una etapa del liberalismo político en la Argentina
- Los hechos institucionales y las ideas políticas
- Hombres de la Argentina

- Datos: Q5667709